# Coro delle Mondine di Novi
Il Coro delle Mondine di Novi è un coro femminile di Novi di Modena (MO).

## Storia
Il Coro nasce a metà degli anni settanta, per iniziativa di Torino Gilioli. Ne fanno parte un gruppo di amiche, che sono cresciute insieme, più o meno coetanee e che hanno vissuto l'esperienza di mondine insieme: nasce così il Coro delle mondine di Novi. All'inizio ne fanno parte anche i cavallanti.
In trent'anni, il coro ha svolto numerosi concerti in Italia e all'estero, nonché alcune partecipazioni televisive alla RAI (in trasmissioni di Paolo Limiti e Gigliola Cinquetti). Ha contribuito in alcuni dischi di gruppi musicali folk rock, come Gang, Modena City Ramblers, Fiamma Fumana, Pneumatica Emiliano Romagnola, Flexus.
Nel 2000, alla morte del direttore c'è un periodo di crisi, finché le mondine trovano in Giulia Contri la nuova direttrice e decidono di continuare a portare in giro la loro musica.
Nel 2006 il Coro ha cantato in occasione della manifestazione Terra Madre al Lingotto di Torino di fronte al Presidente della repubblica Giorgio Napolitano.
Nel 2010 in collaborazione con la band carpigiana Flexus pubblicano l'album "Flexus e il Coro delle Mondine di Novi cantano De André".
Sempre coi Flexus nel 2020 viene pubblicato il singolo "I pugni in tasca".

## Tournée
Il coro ha tenuto concerti in Francia, Bulgaria, Cecoslovacchia, Ungheria, Crimea, Argentina, Scozia, Polonia e Irlanda. 
In Argentina ha partecipato come rappresentante italiana al festival Canta Pueblo.
Nel 2008 sono sbarcate negli Stati Uniti per una breve tournée, che si è conclusa al Festival of Colors di Toronto (Canada).

## Discografia
- Canti popolari della Bassa 1
- Canti popolari della Bassa 2
- Le mondine di Novi di Modena (dedicato a Leda Garuti)
- I mundaris
- Se vedeste i mundaris
- Flexus e il Coro delle Mondine di Novi cantano De André
- I Pugni in tasca (singolo)

### Partecipazioni
- 1996 - La grande famiglia dei Modena City Ramblers,  coro in La mondina/The lonesome boatman e L'unica superstite
- 1998 - 1.0 dei Fiamma Fumana
- 1999 - Fuori campo dei Modena City Ramblers, coro in La rumba e Figli dell'officina
- 2002 - Home dei Fiamma Fumana, coro in Bella ciao
- 2005 - Appunti partigiani dei Modena City Ramblers, coro in Al Dievel
- 2006 - Il seme e la speranza dei Gang, cantano La pianura dei sette fratelli
- 2006 - Onda dei Fiamma Fumana, coro in Angiolina e Mariulèina